# SaberCats de Houston
Maillots
Actualités
Les SaberCats de Houston (officiellement en anglais : Houston SaberCats) est une franchise américaine de rugby à XV basée à Houston, au Texas. Créé en 2017, il évolue en Major League Rugby.

## Histoire
Alors que le projet de la Major League Rugby est dévoilé en février 2017, la ville de Houston fait partie des neuf membres initialement désignés, sous l'égide des Strikers de Houston. Le club des SaberCats de Houston est finalement créé dans l'année,. Il fait ainsi partie des sept équipes participant à l'édition inaugurale.
Sportivement, les débuts sont laborieux : sur ses quatre premières saisons, l'équipe remporte 10 victoires en 45 matchs. Le tournant intervient quand la direction est confiée au duo Meyer-Human : Houston se qualifie pour sa première phase finale en 2022, conclue par une défaite en demi-finale, et bat son record de victoires l'année suivante malgré une nouvelle élimination face à Seattle.
A l'orée de la saison 2024, le tropisme sud-africain est accentué avec les recrutements d'Erasmus, Basson et Momsen, tous trois en provenance d'Atlanta. Houston réussit également à recruter AJ Alatimu de Seattle.

## Personnalités du club

### Entraineurs
- Justin Fitzpatrick (2017-2019)
- Paul Emerick (2019)
- Paul Healy (2020-2021)

Depuis 2021, le directeur technique du club est le Sud-africain Heyneke Meyer, sélectionneur des Springboks de 2012 à 2015, et qui entraina entre autres Leicester ou le Stade français. C'est sous sa direction que le club embauche Pote Human comme entraineur. Sud-africain lui aussi, il a exercé de nombreuses années à Pretoria avec les Bulls et les Blue Bulls.

## Stades
Le club élit tout d'abord domicile au Delmar Stadium (en),. Après avoir accueilli des matchs de préparation en 2018, le Constellation Field (en) accueille de manière temporaire des rencontres de saison régulière du début de la saison 2019.
Dès 2017, le club de Houston avait lancé un projet de stade entièrement destiné au rugby, au sein du Houston Sports Park. Le stade est inauguré le 24 juillet 2018 sous le nom d'Aveva Stadium, du nom de l'entreprise qui a acquis les droits de naming. Le premier match a lieu le 13 avril 2019 contre Seattle, alors que le chantier n'est pas terminé. La première rencontre dans le stade complètement terminé se déroule quelques semaines plus tard, le 9 mai contre Glendale.
Début 2022, le contrat de naming prend fin et l'enceinte sportive prend le nom de SaberCats Stadium.

## Joueurs et personnalités du club

### Effectif 2025
| Poste            | Nom                    | Naissance  | Nationalité    | International | Dernier club         | Arrivée au club en |
| ---------------- | ---------------------- | ---------- | -------------- | ------------- | -------------------- | ------------------ |
| Pilier           | Pono Davis             | 04/08/1997 | États-Unis     | 3 (0)         | Formé au club        | 2022               |
|                  | Frikkie de Beer        | 31/10/1996 | Afrique du Sud | -             | Los Angeles Giltinis | 2022               |
|                  | Maks van Dyk           | 21/01/1992 | Afrique du Sud | -             | Section paloise      | 2024               |
|                  | LaRome White           | 05/07/1994 | États-Unis     | -             | Chicago Hounds       | 2024               |
| Talonneur        | Tiaan Erasmus          | 29/03/1996 | Afrique du Sud | -             | Rugby ATL            | 2024               |
|                  | Seth Smith             | 24/06/2005 | États-Unis     | -             | Formé au club        | 2024               |
|                  | Sidney Tobias          | 20/03/1989 | Afrique du Sud | -             | Beauvais RC          | 2024               |
| Deuxième ligne   | Justin Basson          | 10/02/1994 | Afrique du Sud | -             | Rugby ATL            | 2024               |
|                  | Nathan Den Hoedt       | 06/01/1997 | Australie      | -             | Los Angeles Giltinis | 2023               |
|                  | Marno Redelinghuys     | 06/01/1993 | Afrique du Sud | -             | Rugby ATL            | 2022               |
| Troisième ligne  | Emmanuel Albert        | 11/05/1999 | États-Unis     | -             | Formé au club        | 2022               |
|                  | Orrin Bizer            | 13/12/2000 | États-Unis     | -             | Formé au club        | 2024               |
|                  | Asa Carter             | 10/04/1999 | États-Unis     | -             | Dallas Jackals       | 2022               |
|                  | Aiden Kerr             | 25/05/2003 | États-Unis     | -             | Formé au club        | 2024               |
|                  | Ronan Murphy           | 05/05/1998 | États-Unis     | -             | American Raptors     | 2024               |
|                  | Keni Nasoqeqe          | 27/07/1993 | Fidji          | -             | San Diego Legion     | 2022               |
|                  | Gideon van Wyk         | 28/03/2001 | Afrique du Sud | -             | Cheetahs             | 2022               |
|                  | Anton Viera            | 26/07/2000 | États-Unis     | -             | Formé au club        | 2024               |
| Demi de mêlée    | Devereaux Ferris       | 24/10/1994 | États-Unis     | 1 (0)         | Seattle Seawolves    | 2024               |
|                  | Carlo de Nysschen      | 01/09/1996 | Afrique du Sud | -             | Dallas Jackals       | 2023               |
|                  | André Warner           | 02/09/1993 | Afrique du Sud | -             | Lions                | 2024               |
| Demi d'ouverture | AJ Alatimu             | 25/03/1993 | Samoa          | 6 (4)         | Seattle Seawolves    | 2024               |
|                  | David Coetzer          | 05/02/1999 | Afrique du Sud | -             | Blue Bulls           | 2022               |
|                  | Max Schumacher         | 03/06/2001 | États-Unis     | -             | Formé au club        | 2024               |
| Centre           | Dom Akina              | 13/06/1994 | États-Unis     | -             | Austin Gilgronis     | 2023               |
|                  | Sam Hill               | 01/07/1993 | Angleterre     | -             | Sale Sharks          | 2024               |
|                  | Seimou Smith           | 17/09/1995 | Guinée         | -             | American Raptors     | 2024               |
|                  | Tautalatasi Tasi       | 22/11/1994 | Australie      | -             | Toronto Arrows       | 2024               |
|                  | Louritz van der Schyff | 20/05/1998 | Afrique du Sud | -             | Blue Bulls           | 2022               |
| Ailier           | Drake Davis            | 14/12/1996 | États-Unis     | -             | Formé au club        | 2024               |
|                  | Christian Dyer         | 26/12/1997 | États-Unis     | 14 (45)       | Formé au club        | 2022               |
|                  | Gerrie Labuschagné     | 05/12/1995 | Afrique du Sud | -             | Pumas                | 2022               |
|                  | Jeremy Misailegalu     | 04/11/1993 | États-Unis     | -             | Rugby ATL            | 2024               |
| Arrière          | Line Latu              | 08/05/1997 | États-Unis     | -             | American Raptors     | 2023               |

## Bilan par saison
| Saison | Classement | Conférence | Pts | MJ | V  | N | D  | PM  | PE  | Diff | B  | Phase finale                         |
| ------ | ---------- | ---------- | --- | -- | -- | - | -- | --- | --- | ---- | -- | ------------------------------------ |
| 2018   | 7e         | -          | 11  | 8  | 1  | 0 | 7  | 216 | 256 | -40  | 7  | non qualifié                         |
| 2019   | 7e         | -          | 30  | 16 | 6  | 0 | 10 | 345 | 496 | -151 | 6  | non qualifié                         |
| 2020   | 6e         | Ouest      | 6   | 5  | 1  | 0 | 4  | 99  | 116 | -17  | 2  | saison annulée                       |
| 2021   | 6e         | Ouest      | 13  | 16 | 2  | 0 | 14 | 274 | 550 | -276 | 5  | non qualifié                         |
| 2022   | 3e         | Ouest      | 48  | 16 | 9  | 0 | 7  | 408 | 393 | +15  | 12 | Demi-finale contre Seattle (27-46)   |
| 2023   | 3e         | Ouest      | 53  | 16 | 10 | 0 | 6  | 484 | 413 | +71  | 13 | Barrage contre Seattle (26-37)       |
| 2024   | 1er        | Ouest      | 67  | 16 | 14 | 0 | 2  | 478 | 347 | +131 |    | non qualifié                         |
| 2025   | 1er        | Ouest      | 47  | 13 | 9  | 0 | 4  | 411 | 322 | +89  | 11 | Finaliste contre New England (22-28) |